# 尤里·阿列克谢耶维奇·萨文科
尤里·阿列克谢耶维奇·萨文科（俄语：Юрий Алексеевич Савенко，1961年5月26日—2020年7月31日），俄罗斯政治人物，曾任加里宁格勒市长，国家杜马国防委员会第一副主席等职。

## 生平
1961年生于加里宁格勒。早年毕业于基辅高等海军政治学校。1985年至1990年在太平洋舰队服役。1990年退伍后，在萨哈林岛转业从政。1991年，担任萨哈林岛科尔萨科夫市长。1994年开始在加里宁格勒市政府部门任职，曾任副市长兼城市发展委员会主任。1995年毕业于俄罗斯联邦总统国家行政学院。1998年当选加里宁格勒市长，2002年获得连任。2005年获加里宁格勒市荣誉市民称号。2007年至2011年，担任俄罗斯联邦国家杜马议员、国防委员会第一副主席。2010年8月，是統一俄羅斯提名的加里宁格勒州州长三位候选人之一，但后来没有当选。2011年12月至2012年7月，担任加里宁格勒州政府驻莫斯科办事处主任。2020年7月31日在莫斯科逝世。